# Feminia
Feminia is een Frans historisch merk van motorfietsen.
Feminia kwam in 1933 op de markt met lichte, goedkope motorfietsjes waarvoor 98- en 123 cc-tweetakt-inbouwmotoren van Aubier Dunne en Stainless werden ingekocht. In 1936 werd de productie echter al beëindigd.